# Carbon Disclosure Project
CDP, antigament coneguda com a Carbon Disclosure Project, és una organització internacional sense ànim de lucre fundada l’any 2000 a Londres. La seva missió principal és impulsar la transparència i la rendició de comptes en matèria ambiental, promovent que empreses, ciutats, estats i regions informin públicament sobre el seu impacte ambiental i les seves estratègies per reduir-lo.
L’organització treballa en col·laboració amb més de 740 institucions financeres que gestionen actius superiors als 130.000 milions de dòlars, així com amb grans compradors corporatius, per tal d’incentivar la divulgació i la gestió dels riscos ambientals per part de les empreses i les administracions públiques. El 2022, gairebé 20.000 organitzacions arreu del món van reportar dades a través de CDP, incloent-hi més de 18.700 empreses que representen la meitat de la capitalització borsària global, i més de 1.100 ciutats, estats i regions.
Els qüestionaris anuals de CDP permeten a les organitzacions informar sobre emissions de gasos amb efecte hivernacle, gestió de recursos hídrics, estratègies contra la desforestació i polítiques de sostenibilitat. Les dades recollides són utilitzades per inversors, governs i altres agents per orientar decisions d’inversió i polítiques cap a una economia més sostenible i resilient. CDP és membre fundador d’iniciatives globals com Science Based Targets i la We Mean Business Coalition, i la seva metodologia està alineada amb les recomanacions de la Task Force on Climate-related Financial Disclosures (TCFD).
L’impacte de CDP s’ha traduït en una major pressió perquè les empreses i les administracions assumeixin compromisos concrets de reducció d’emissions i gestió sostenible dels recursos naturals, contribuint així a la lluita global contra el canvi climàtic i la pèrdua de biodiversitat.